# 張斌 (永樂舉人)
張斌（14世紀—15世紀），字叔文，湖廣荊州府公安縣人，明朝政治人物。

## 生平
張斌是永樂十五年（1417年）丁酉科湖廣鄉試舉人，宣德九年（1434年）授無錫知縣，正統二年（1437年）陞福建道監察御史，監軍北京有聲譽，得賜敕褒諭，去世後葬於公安縣西辛里，號為「御史岡」。

## 引用
1. 1 2  同治《公安縣志·卷六·人物志》：張問明……（崇禎）庚午舉於鄉闈……族弟正乾，字南一，始祖德遠，江西吉水人，元至正間由鄉舉，授大理評事，任中興路□□使，即荊州也，世亂因占籍公安，洪武初以平瞿塘衛功，改授四川按察司僉事，賜金帶致仕，至孫斌中永樂丁酉舉人，授吳【無】錫縣知縣，擢福建道御史，監軍北平著能聲，賜敕褒諭，今其墓在邑之西辛里，號為御史岡，正乾其裔孫也……
2. ↑  光緒《無錫金匱縣志·卷十五·職官》：明 知縣 正七品……（宣德）九年 張斌字叔文，石首人
3. ↑  《明英宗睿皇帝實錄·卷三十二》：（正統二年七月）乙未擢行在行人司行人李柰，知縣胡鑑、王子倫、張斌、周銓俱為監察御史，以理刑考稱也。